# Navire de remorquage d'urgence

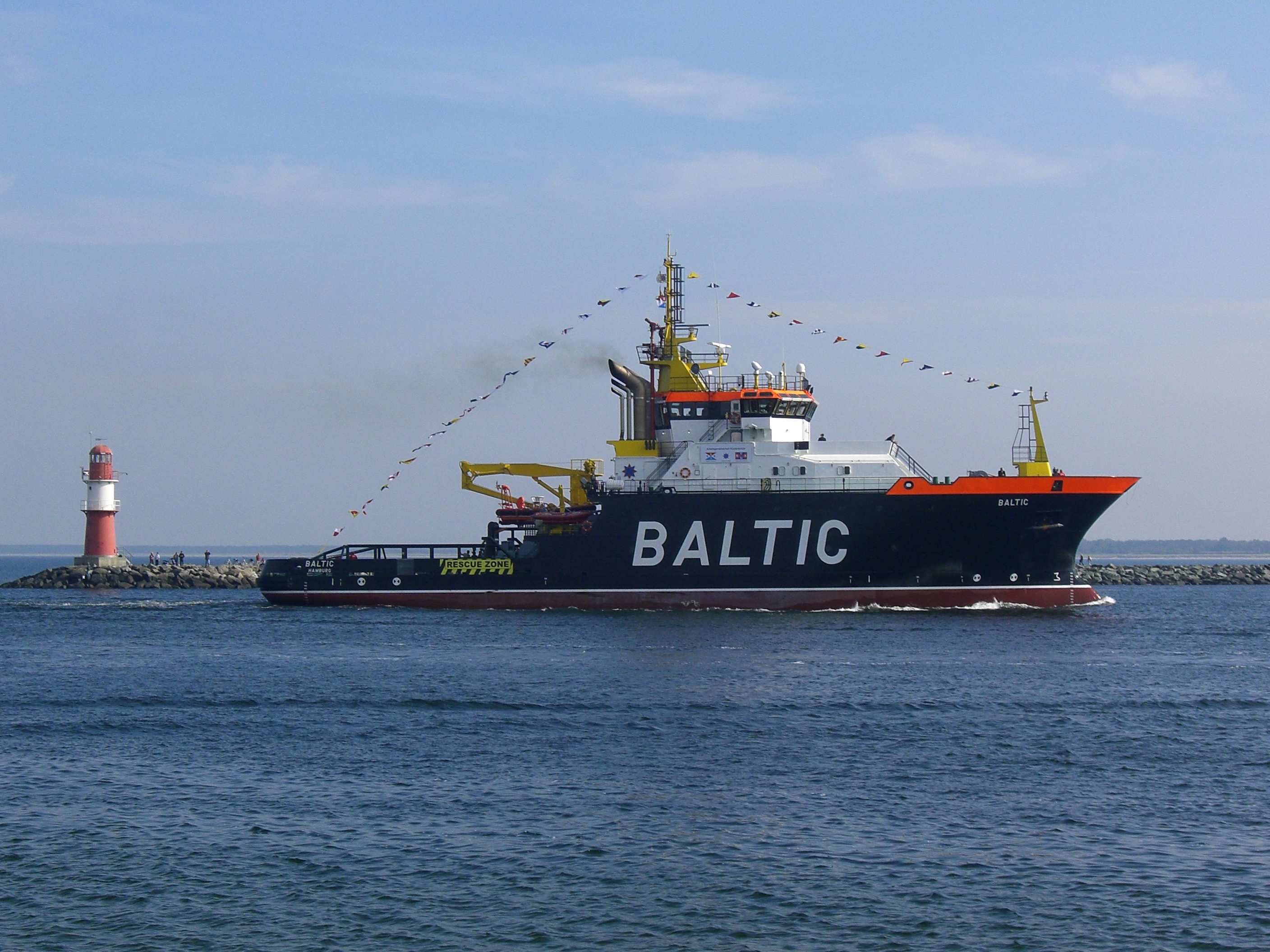
Remorqueur allemand Baltic

Un remorqueur d'urgence, également appelé navire de remorquage d'urgence (ou de secours), est un bateau polyvalent utilisé par les autorités nationales pour remorquer des navires en dérive en haute mer afin de prévenir les dangers pour l'homme et l'environnement. Le navire handicapé est soit remorqué dans un lieu sûr, soit maintenu en place par vent et courant jusqu'à ce que les remorqueurs de l'assistance commerciale soient arrivés sur le site, ou jusqu'à ce qu'il ait été réparé et qu'il puisse manœuvrer seul. La nécessité des remorqueurs d'urgence est apparue depuis que le nombre de remorqueurs de sauvetage commerciaux disponibles a été réduit alors que les dangers potentiels liés aux navires ont augmenté L'Espagne en compte quatorze, la Turquie en compte onze, l'Allemagne en exploite huit, la Norvège en compte sept, la France cinq, la Suède trois et les Pays-Bas, la Pologne, l'Afrique du Sud, l'Islande et la Finlande disposent chacun d'un remorqueur de secours officiel. L’Australie exploite également des navires d’intervention d’urgence. La flottille de quatre remorqueurs d'urgence du Royaume-Uni devait être dissoute en septembre 2011 en raison de compressions budgétaires, mais les deux navires opérant dans les eaux écossaises ont bénéficié d'une prolongation de contrat jusqu'à la fin 2011,.

## Flottes nationales de remorqueurs d'urgence

### Afrique du Sud
Le remorqueur Smit Amandla (traction de 181 tonnes) a été contracté pour le remorquage d'urgence. Il est basé dans le port de Cape Town (en).

### Algérie
En 2010, l'Algérie a commandé trois remorqueurs de la classe Bourbon déjà utilisés dans les ports français de Brest et de Cherbourg. Les navires ont été construits par STX OSV en Norvège et STX Tulcea en Roumanie. Un premier navire, El Moundjid, fut livré en décembre 2011, les deux autres furent livrés en juin et septembre 2012.
Avec une traction de 200 tonnes et une vitesse de 20 nœuds, les remorqueurs algériens sont une version améliorée de la classe française Bourbon. Ils sont basés à Oran et à Skikda. En acquérant ces trois navires, l’Algérie est devenue le premier pays méditerranéen en matière de sauvetage en mer.

### Allemagne

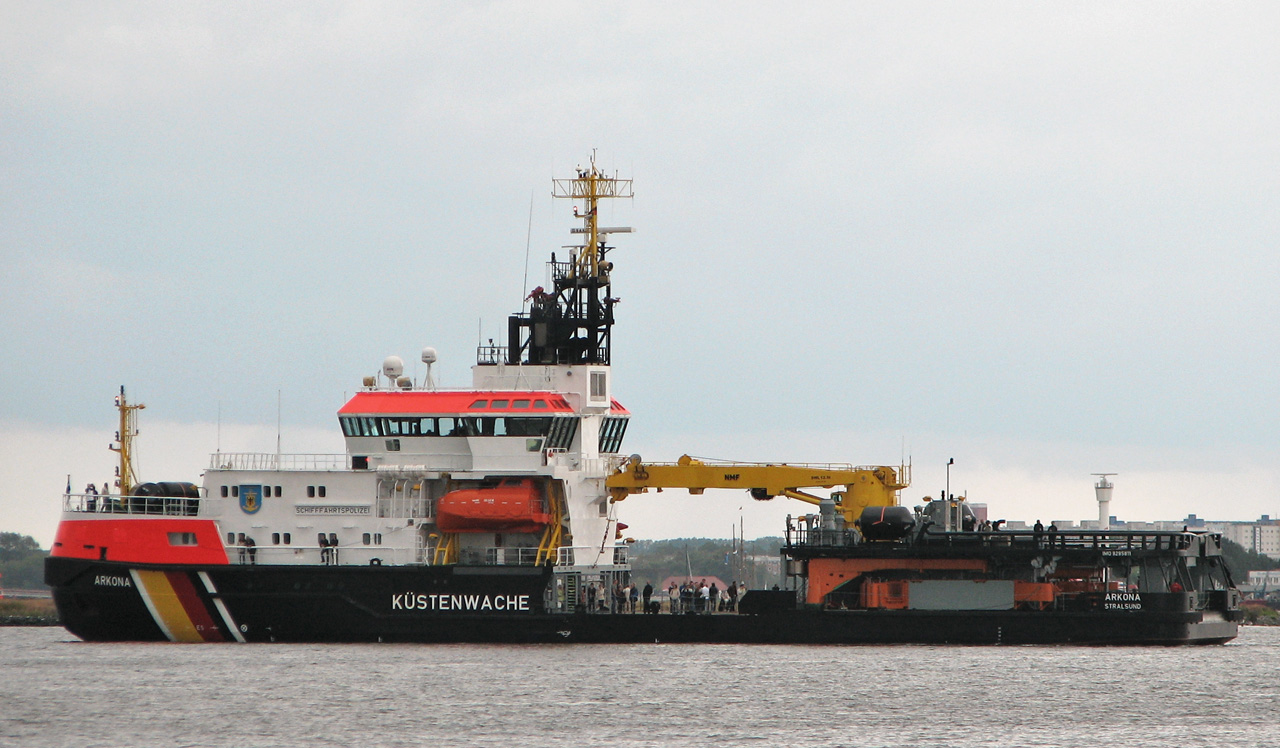
Navire polyvalent allemand Arkona

Le concept allemand de remorquage d'urgence prescrit un temps de réponse maximal de deux heures pour tout incident survenu dans les eaux côtières allemandes. Cela nécessite trois remorqueurs en mer du Nord et cinq en mer Baltique, malgré une superficie considérablement réduite. L'équipement et les performances des navires ont été adaptés à la taille des navires dans leurs zones d'exploitation respectives et incluent la capacité d'opérer dans des eaux peu profondes. De plus, il est obligatoire d'avoir un navire avec 200 tonnes de traction dans la mer du Nord et un avec 100 tonnes dans la Baltique. Les deux types de navires doivent également être en mesure de fonctionner dans des conditions dangereuses telles que les zones explosibles et les fuites de gaz.
Quatre des huit remorqueurs allemands sont des navires polyvalents appartenant à la Federal Water and Shipping Administration, tandis que quatre autres ont été affrétés par des compagnies de remorqueurs.
Flotte actuelle:
Mer du Nord
- Nordic : opérant au large des îles de la Frise orientale, basé à Cuxhaven, traction de 201 tonnes[9]
- Mellum : à 9 kilomètres au sud-ouest de Heligoland, traction de 100 tonnes[10]
- Neuwerk : à 9 kilomètres au sud-ouest de Süderoogsand (Frise du Nord), traction de 113 tonnes[11]

Mer Baltique
- Bülk: Kiel Fjord, traction de 40 tonnes[12]
- Scharhörn: Hohwacht Bay (entre Kiel et Fehmarn), traction de 40 tonnes[13]
- Baltic: Warnemünde, traction de 127 tonnes[14]
- Arkona: Stralsund, traction de 40 tonnes[15]
- Fairplay 25: Sassnitz, Rügen, traction de 65 tonnes[16]

### Espagne

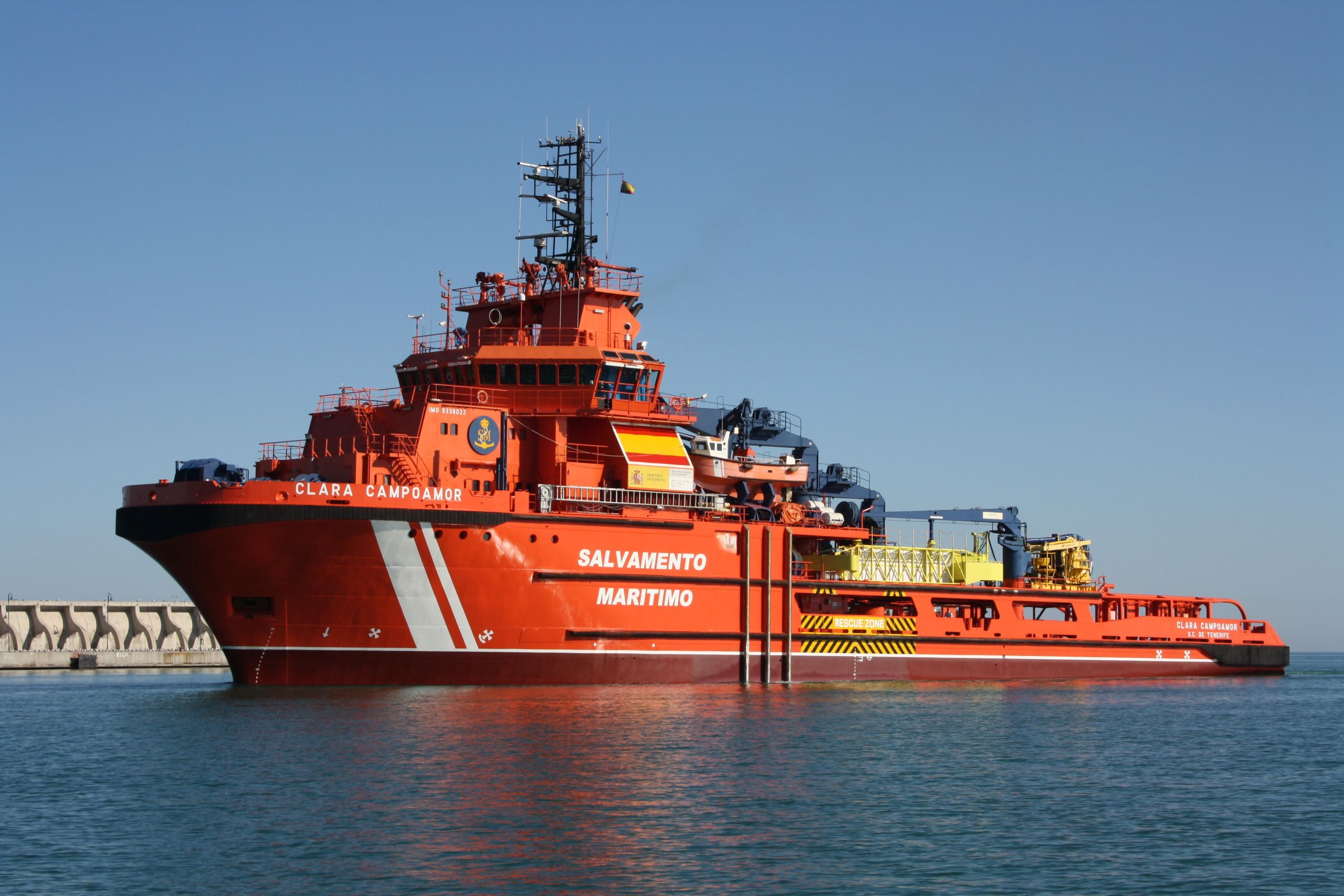
Remorqueur espagnol Clara Campoamor, de classe Don Inda

La Sociedad de Salvamento y Seguridad Marítima dispose de 14 navires polyvalents destinés à la recherche et au sauvetage ainsi qu'à la prévention de la pollution.
- Classe Don Inda - 2 remorqueurs d'une traction de 228 tonnes
- Classe Luz de Mar - 2 remorqueurs d'une traction de 128 tonnes
- Alonso de Chaves - d'une traction de 105 tonnes
- Punta Salinas - d'une traction de 97 tonnes
- Punta Mayor - d'une traction de 81 tonnes
- Classe María de Maetzu - 7 remorqueurs d'une traction de 60 tonnes

### Finlande
Le ministère de l'Environnement exploite le Louhi. Le navire est répertorié comme navire de récupération de pétrole polyvalent et peut être utilisé pour le remorquage d'urgence, la lutte contre les incendies, le déglaçage, la pose de mines, pour lutter contre les déversements de pétrole ou de produits chimiques, ainsi que pour d'autres opérations de sauvetage. Le navire a une traction de 60 tonnes. Le YAG Louhi est basé au port d'Upinniemi (en), à environ 40 km à l'ouest d'Helsinki, dans l'Archipel finlandais.

### France

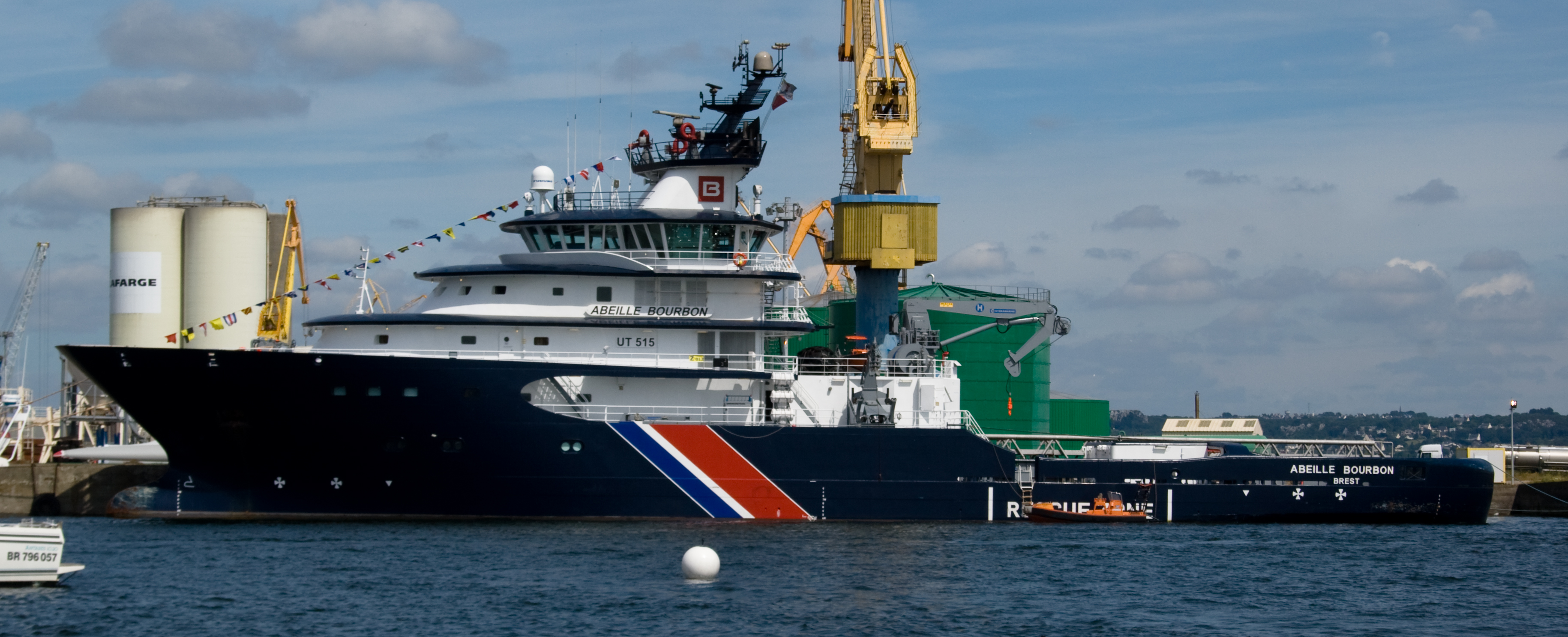
Remorqueur français Abeille Bourbon à Brest

Pour l'assistance et le sauvetage, 4 remorqueurs océaniques et 2 bâtiments de soutien, d'assistance et de dépollution (BSAD) sont prêts à intervenir 24 heures sur 24 :
- Abeille Bourbon : basé à Brest, borne de traction de 200 tonnes.
- Abeille Liberté : basée à Cherbourg, borne de traction de 200 tonnes.
- Abeille Normandie : basé à Boulogne sur Mer, remplaçant de l'Abeille Languedoc[21] depuis juin 2022.
- Abeille Méditerranée : basée à Toulon, remplaçant de l'Abeille Flandre[22] depuis juin 2022. Borne de traction de 280 tonnes.
- Argonaute : bâtiment de soutien, d'assistance et de dépollution (BSAD) basé à Cherbourg.
- Jason : bâtiment de soutien, d'assistance et de dépollution (BSAD) basé à Toulon.

Les remorqueurs sont affrétés par le gouvernement français et dirigés par un équipage de marins de la marine marchande. La France partage également le financement du programme britannique de remorqueur basé à Douvres.

### Islande

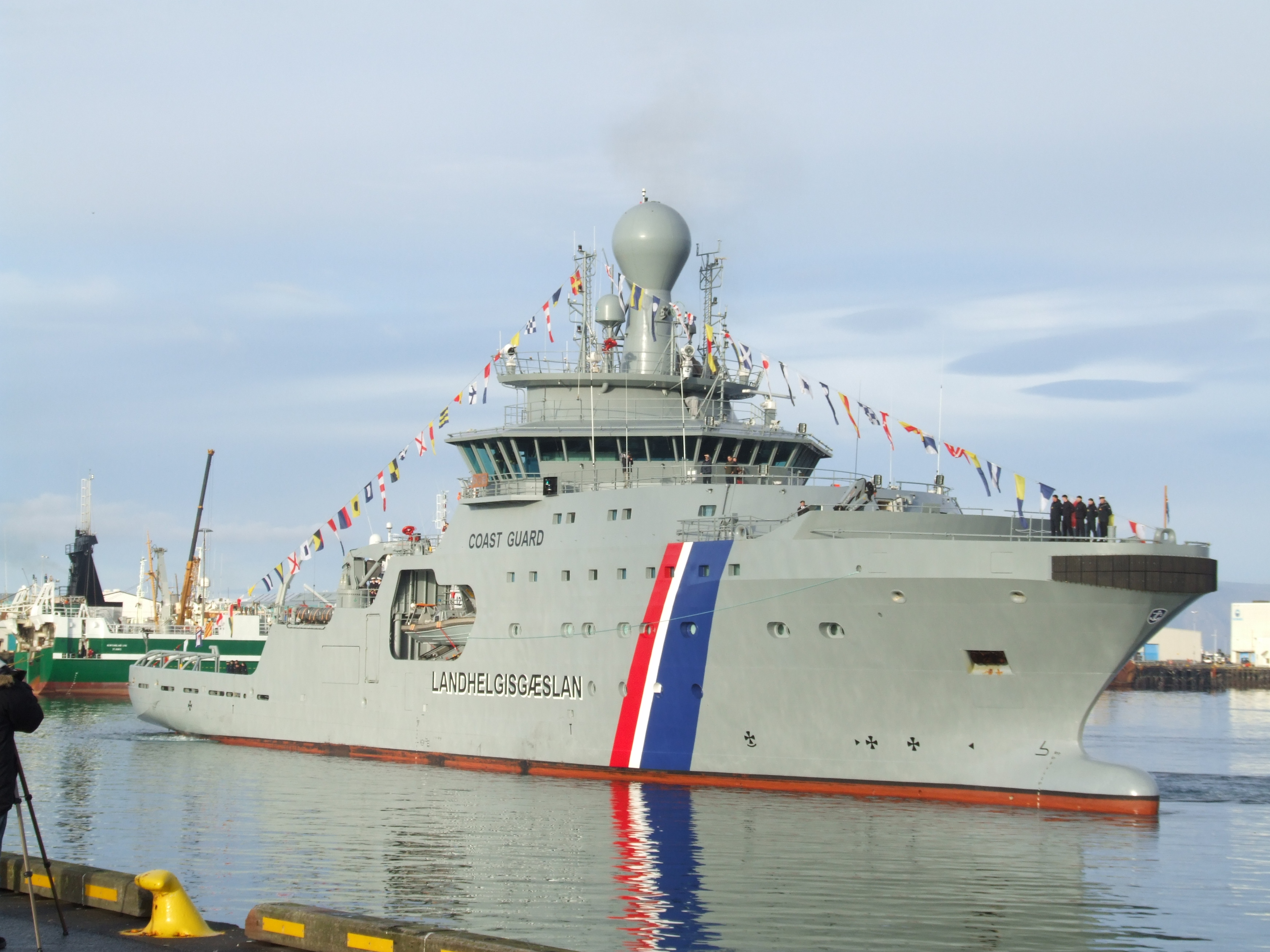
Patrouilleur offshore islandais Thor

L'Islande possède l'IGCV Thor. Avec une traction d'environ 110 tonnes, il est prévu que le nouveau navire des garde-côtes islandais puisse remorquer des navires-citernes pouvant atteindre 200 000 tonnes.

### Norvège

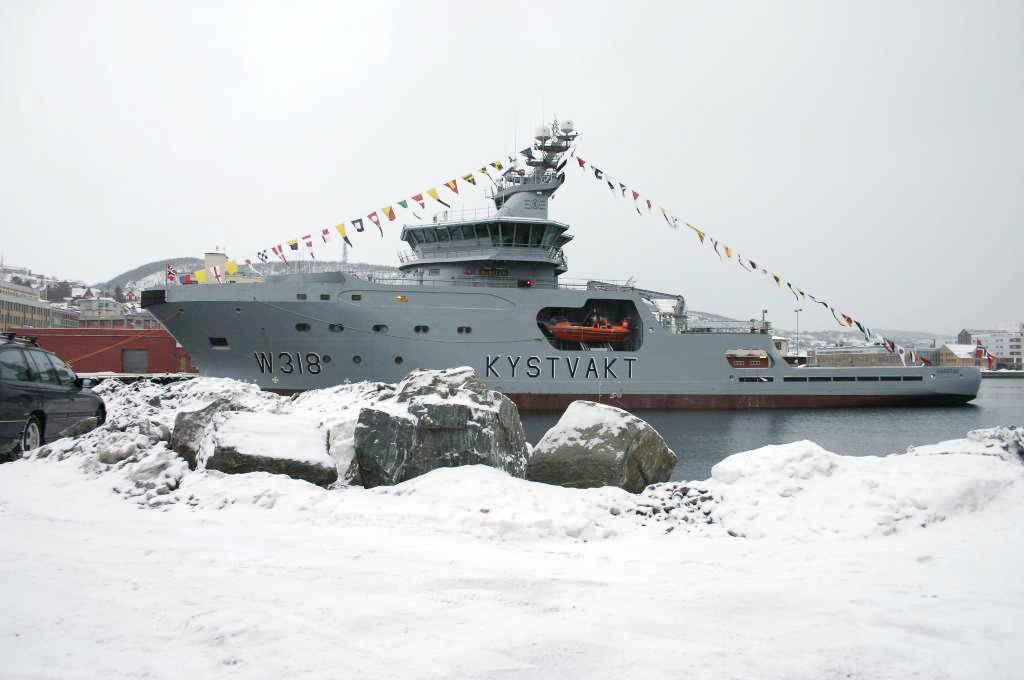
Navire polyvalent norvégien Harstad

Les garde-côtes norvégiens sont propriétaires de trois navires polyvalents de la classe Barentshav et exploitent un autre navire polyvalent nommé NoCGV Harstad. Leur objectif principal est la prévention de la pollution par les pétroliers le long de la côte norvégienne. Par conséquent, les navires peuvent également être utilisés dans le rôle de remorqueur avec une traction supérieure à 100 tonnes La Norvège affrète également les remorqueurs suivants :.
- Beta, traction de 118 tonnes[26]
- Normand Jarl, traction de 150 tonnes[27]
- North Crusader, traction de 144 tonnes[28]

### Pays-Bas
La Garde côtière néerlandaise exploite un remorqueur. Il est basé au Helder. À partir d'avril 2014, l'Ievoli Amaranth est en opération et dirigé par un équipage de Svitzer Wijsmuller. Les remorqueurs précédemment exploités sont le Waker (ancien nom : Smit Houston, Solo (Greenpeace)) et le Ievoli Black. Un nouveau contrat d'affrètement est en cours.
Le Waker a été endommagé par un incendie et mis au rebut. L'Ievoli Black a été remplacé par l'Ievoli Amaranth, qui restera opérationnel comme remorqueur jusqu'en janvier 2016.

### Pologne

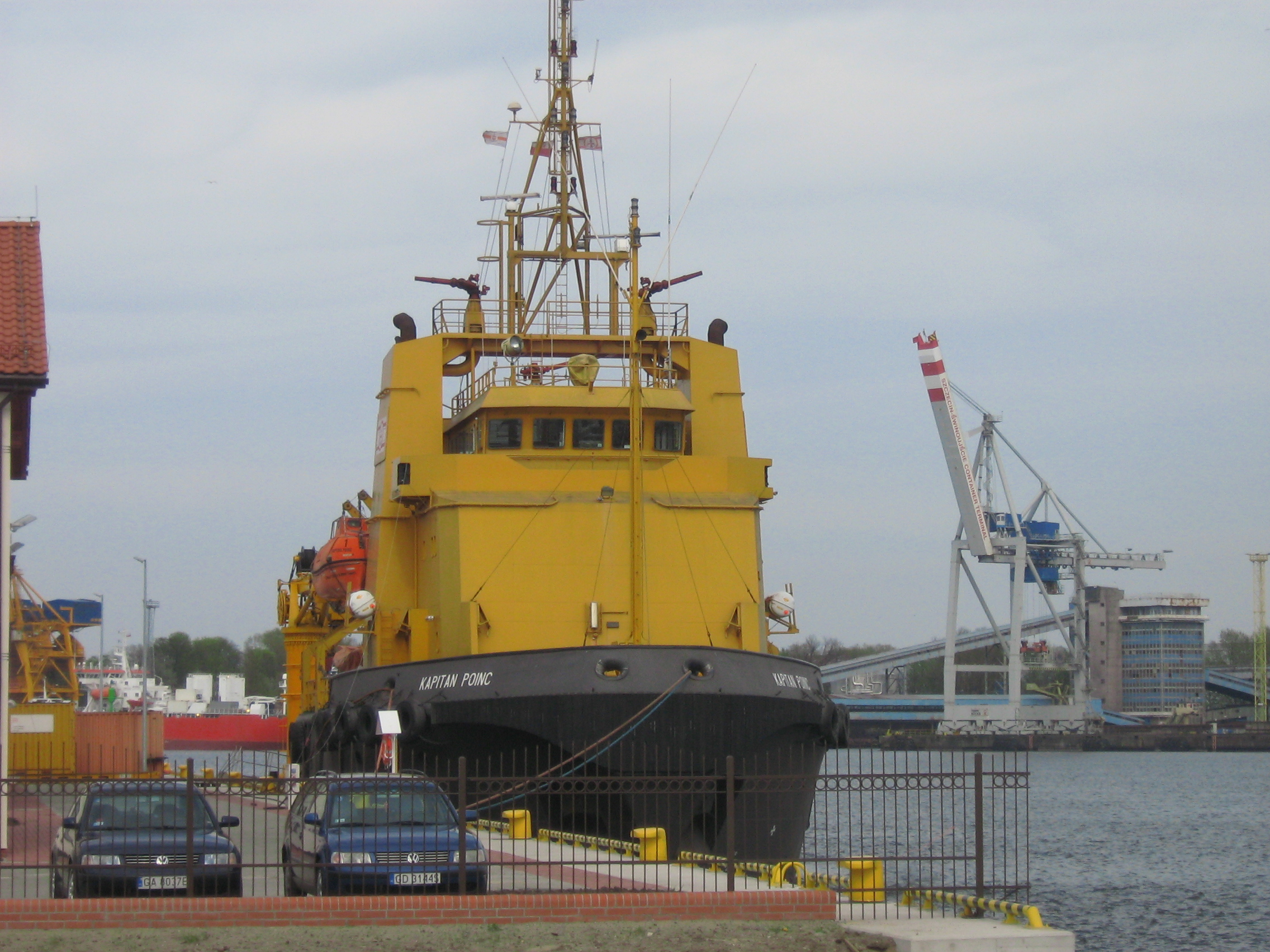
Remorqueur polonais Kapitan Poinc

Le ministère polonais des Transports a organisé un service de lutte contre la pollution marine en Pologne. Il exploite le remorqueur Kapitan Poinc avec une traction de 74 tonnes.

### Royaume-Uni

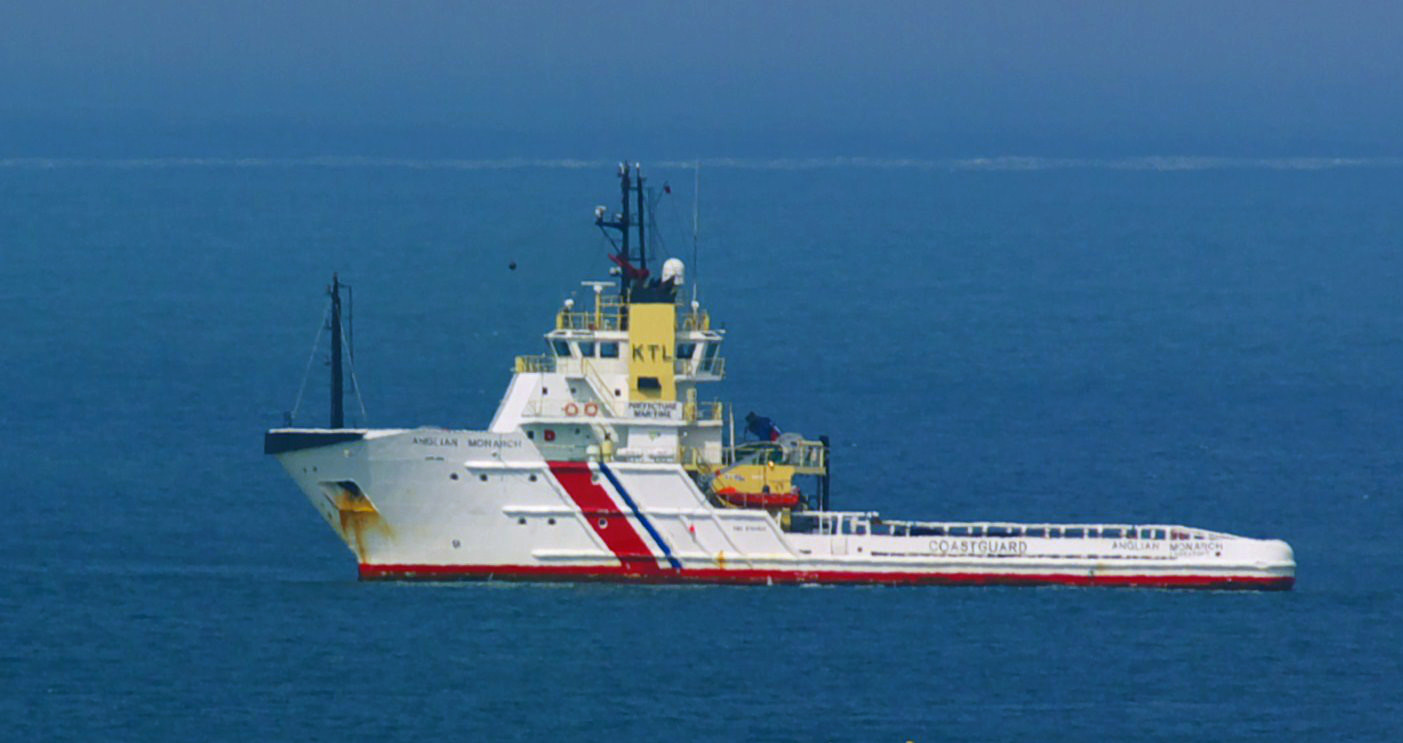
Remorqueur britannique Anglian Monarch

Les remorqueurs du Royaume-Uni étaient affrétés par la Maritime and Coastguard Agency (MCA) pour être utilisés comme navires de contrôle de la pollution ou de remorquage,. Les navires sont une combinaison de remorqueur, de manutentionnaire d'ancre, de bateau de pompiers et de bouée,.
En 2010, quatre remorqueurs, Anglian Prince, Anglian Princess, Anglian Sovereign et Anglian Monarch, étaient installés dans des endroits stratégiques du Royaume-Uni, dont deux sur la côte sud de l'Angleterre, à Falmouth, dans les Cornouailles et à Douvres, dans le Kent, et deux en Écosse, dans les eaux de Stornoway dans les îles de l’Ouest (les Hébrides extérieures) et de Lerwick dans les îles du Nord (Shetland et Orkney),. La flotte de quatre remorqueurs devait être opérationnelle 24 heures sur 24, 365 jours par an, et apte à naviguer en moins 30 minutes.
La station de Douvres a été financée conjointement avec les autorités maritimes françaises,,.
Un cinquième remorqueur, l'Anglian Earl, était un remorqueur d'ancrage et de sauvetage utilisé régulièrement pour des travaux commerciaux, mais qui répondait également aux critères des remorqueurs d'urgence et servait de remplaçant pour l'une des quatre stations ETV selon les besoins.
En 2010, dans le cadre de la réduction des dépenses du département des Transports dans le réexamen global des dépenses, le gouvernement avait annoncé que le parc des remorqueurs ne serait plus financé par le MCA à partir de septembre 2011, ce qui permettrait d'économiser 32,5 millions de livres sterling sur la période de réexamen des dépenses. Le ministère a déclaré que "la fourniture par l'État de remorqueurs ne représente pas une utilisation correcte de l'argent des contribuables et que la récupération des navires devrait être une question commerciale entre l'exploitant du navire et le sauveteur",.
Le 30 septembre 2011, il a toutefois été annoncé que les deux remorqueurs opérant dans les îles Minch et Shetland se voyaient imposer un moratoire de trois mois avec un financement provisoire du gouvernement britannique.

### Suède

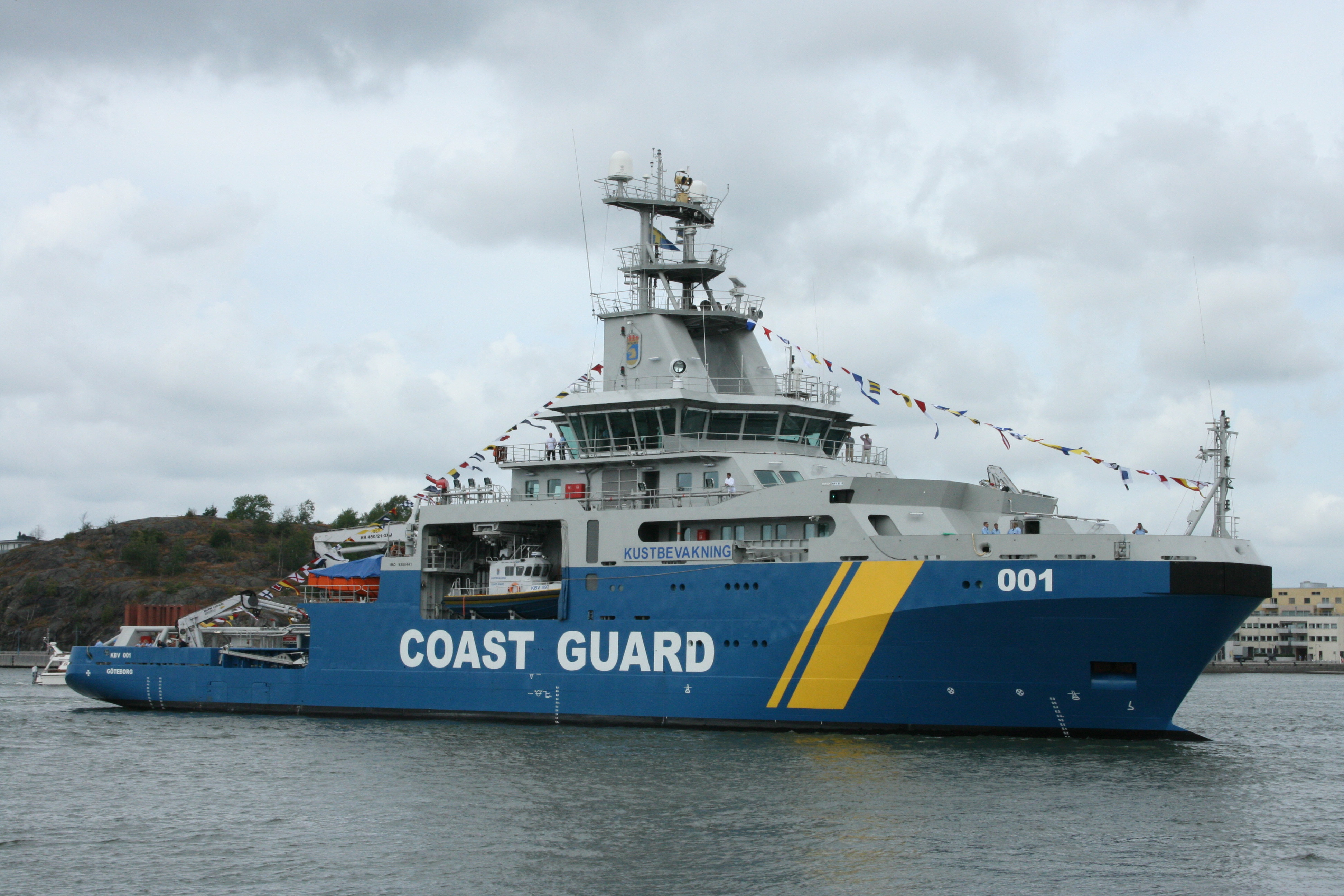
Navire polyvalent suédois Poseidon (KBV 001) à Göteborg

Les garde-côtes suédois exploitent trois remorqueurs du même type. Construits par Damen, ces navires multifonctionnels de patrouille et d’intervention d’urgence ont une capacité de traction de 100 tonnes,. Ils ont été mis en service en 2009 et 2010 et sont exploités par les garde-côtes suédois.
- Poseidon (KBV 001), basé à Göteborg
- Triton (KBV 002), basé à Slite sur Gotland
- Amfitrite (KBV 009), basé à Karlskrona

### Turquie
La Direction générale turque de la sécurité côtière (en) exploite 11 remorqueurs ainsi que de nombreux navires de sauvetage, d'intervention en cas de déversement d'hydrocarbures et de lutte contre l'incendie dans le Bosphore et les Dardanelles, où l'organisation détient un monopole pour le sauvetage en mer de Marmara. Certains de ces remorqueurs servent également de remorqueurs d’escorte pour les navires passant par le Bosphore et les Dardanelles, qui constituent le Système des Détroits de Turquie, l’une des voies maritimes les plus fréquentées et les plus dangereuses du monde. L’organisation s’occupe également des aides à la navigation dans toute la Turquie, de la SAR, du pilotage dans les deux détroits et dans certains autres ports turcs et, plus important encore, des systèmes de circulation des navires dans les détroits turcs,.
- Gemi Kurtaran, d'une traction de 75 tonnes
- Kurtarma 1, d'une traction de 53 tonnes
- Kurtarma 2, d'une traction de 53 tonnes
- Kurtarma 3, d'une traction de 70 tonnes
- Kurtarma 4, d'une traction de 70 tonnes
- Kurtarma 5, d'une traction de 65 tonnes
- Kurtarma 6, d'une traction de 66 tonnes
- Kurtarma 7, d'une traction de 60 tonnes
- Kurtarma 8, d'une traction de 60 tonnes
- Kurtarma 9, d'une traction de 105 tonnes
- Kurtarma 10, d'une traction de 105 tonnes
- Seyit Onbasi, Navire d'intervention en cas de déversement d'hydrocarbures
- Nene Hatun, d'une traction de 205 tonnes